# سنگه نوریکو
شاهدخت نوریکوی تاکامادو (به ژاپنی: 千家典子) (متولد ۲۲ ژوئیه ۱۹۸۸) دومین دختر شاهزاده تاکامادو است. او همچنین نوهٔ شاهزاده میکاسا است. او پس از ازدواج خاندان سلطنتی ژاپن را ترک نمود و نام خانوادگی همسرش سِنگه را دریافت نمود.